# Santon Downham Tramway
| Gusseiserne Brücke bei Santon Downham |                           |                                 |                                 |
| Vermutlicher Streckenverlauf |                           |                                 |                                 |
| Streckenlänge: | 6 km                      |                                 |                                 |
| Spurweite: | 914 mm (engl. 3-Fuß-Spur) |                                 |                                 |
| |                           |                                 |                                 |
| \| \| \| Lokschuppen Santon Downham \| \| \| \| 0 \| Sägewerk Normalspurabstellgleis \| Sägewerk Normalspurabstellgleis \| \| \| 2,5 \| Little Lodge Farm \| Little Lodge Farm \| \| \| \| B1107 \| \| \| \| 3,5 \| High Lodge Thetford Forest \| High Lodge Thetford Forest \| |                           |                                 |                                 |
| Strecke von links (außer Betrieb) · Abzweig quer und von links (Strecke außer Betrieb) · Bahnhof quer (Strecke außer Betrieb) · Strecke von rechts (außer Betrieb) |                           | Lokschuppen Santon Downham      | Lokschuppen Santon Downham      |
| Strecke (außer Betrieb) · Strecke (außer Betrieb) · Kopfbahnhof Streckenende (Strecke außer Betrieb) · Dienststation / Betriebs- oder Güterbahnhof | 0                         | Sägewerk Normalspurabstellgleis | Sägewerk Normalspurabstellgleis |
| Strecke (außer Betrieb) · Kopfbahnhof Streckenende (Strecke außer Betrieb) | 2,5                       | Little Lodge Farm               | Little Lodge Farm               |
| Bahnübergang (Strecke außer Betrieb) |                           | B1107                           | B1107                           |
| Kopfbahnhof Streckenende (Strecke außer Betrieb) | 3,5                       | High Lodge Thetford Forest      | High Lodge Thetford Forest      |

Die Santon Downham Tramway oder  Downham Hall Timber Railway war eine von 1918 bis etwa 1922 betriebene, 6 km lange Schmalspur-Waldbahn mit einer Spurweite von 914 mm bei Santon Downham in der Nähe von Thetford in England.

## Geschichte
Die kanadische Armee betrieben während des Ersten Weltkriegs insgesamt 89 Sägewerke in Großbritannien und Frankreich. Zusammen mit dem British Pioneer Corp verlegten sie während des Ersten Weltkriegs die Waldbahnstrecke bei Santon Downham für das Home Grown Timber Board, ein Teil des Ministry of Supply. Das Sägewerk wurde am 27. Juli 1918 in Betrieb genommen. Im zweiten Halbjahr von 1918 wurden dort 1244 Kubikmeter (43,940 Kubikfuß, 527,289 F.B.M.) Schnittholz gewonnen. Die Strecke wurde nach dem Krieg privatisiert und Ende der 1920er Jahre abgebaut.

## Streckenverlauf
Die Waldbahn hatte eine Spurweite von 914 mm (3 Fuß). Die 3,5 km lange Hauptstrecke führte vom Sägewerk an der Normalspur-Bahnstrecke Cambridge–Norwich zur High Lodge und eine 2,5 km lange Zweigstrecke zur Little Lodge Farm. Die Strecke ist auf historischen Landkarten nicht verzeichnet, so dass es vier unterschiedliche Theorien über ihren Verlauf gibt.
Das Sägewerk lag an einem Abstellgleis südwestlich der Normalspurstrecke, an dem 1947 ein Kreosotwerk errichtet wurde. Die Strecke führte von dort über eine durch die von Stockton M I Co. Iron hergestellte gusseiserne Brücke, die für den Waldbahnbetrieb vorübergehend durch einen in der Mitte angebrachten Stützpfeiler verstärkt wurde. Der Lokschuppen stand neben dem Post Office.
Eine Drehscheibe am Schulhaus bediente die Zweigstrecke, die ostwärts entlang des Flusstals zur Little Lodge Farm in der Nähe von Two Mile Bottom führte. Die Hauptlinie verlief westwärts durch das Dorf bis Woodcock Cottage, wo sie, vermutlich unter Verwendung einer weiteren Drehscheibe, nach Süden abbog und auf ebenem Gelände und den Hügel südwestlich des Dorfes herum zur High Lodge führte.

## Schienenfahrzeuge
Es gab drei Bagnall-Lokomotiven mit den Werksnummern 2081, 2085 und 2086. Diese zweiachsigen B 2nt Satteltank-Lokomotive hatten jeweils zwei Zylinder mit einem Hubraum von 178 × 305 mm (7 × 12 Zoll) Bohrung × Hub. Ihre Räder hatten einen Durchmesser von 546 mm (21½ Zoll). Die Lok mit der Werksnummer 2081 wurde im Februar 1919 von Bagnall an „Ministry of Munitions OC 126 Company Canadian Forestry Corps Downham Hall Brandon Suffolk“ geliefert und 1922 vom Board of Trade verkauft. Die Loks mit den Werksnummern 2085 und 2086 waren baugleich mit der Nr. 2081 und von Bagnall im März 1919 an das technische Warenhaus des Canadian Forestry Corps (Minister of Militia and Defence, MofM) im Londoner Stadtteil Bellingham ausgeliefert.